# Rokiczanka
Rokiczanka je polská hudební skupina zabývající se lidovou hudbu, založená v roce 2001 v obci Rokitno nedaleko Lubartówa.
Kapela hraje tradiční lidové písně nejen z Lublinska, ale z celého Polska. Aranžmá dávají hudbě modernější zvuk než v podání jiných souborů. Tímto způsobem, prezentací lidové hudby z nového pohledu, se snaží popularizovat lidové tradice mezi širším publikem.
Repertoár souboru je tradiční, předávaný z generace na generaci. O jeho další předávání se starají nadšení lidoví zpěváci. Profesionální hudebníci se starají o to, aby úpravy byly atraktivní pro široké publikum. Tvůrčí spojení těchto směrů řídí Ireneusz Bachonko, lublinský hudebník, akordeonista a umělecký ředitel souboru.

## Historie
Teprve po deseti letech činnosti, převážně koncertní, se kapela rozhodla vydat v roce 2011 debutové album W moim ogródecku, které obsahuje devět skladeb. Již toto debutové album bylo oceněno, když bylo nominováno na titul Folková deska roku v anketě Virtuální husa. Z málo známé, komunitní kapely se Rokiczanka stala skupinou uznávanou v okruhu polské lidové hudby.
K popularitě skupiny přispěly i profesionální videoklipy, které natočili Damian Bieniek a Piotr Smoleński Videoklip k titulní skladbě debutového alba W moim ogródecku byl nominován na cenu Yach Film Festival 2013 v kategorii nejlepší kinematografie. Další videoklip natočený Damianem Bieniekem k písni Lipka se setkal s velmi vřelým přijetím u internetových uživatelů. Oba výše zmíněné videoklipy byly natočeny ve skanzenu Muzea lublinské vesnice v Lublinu. V roce 2016 vzniklo další album Oj, zagraj mi muzyko! a k němu dva barevné videoklipy: Oj, zagraj mi muzyko! a Wyszłabym za dziada. Kapela má populární pastorałku Pastorałka od serca do ucha (text: Anna Zajączkowska, Ewa Muzyk; hudba: Ireneusz Bachonko), ke které byl vytvořen vánoční videoklip. Druhé album skupiny obsahuje 10 skladeb.
Při Rokiczance působí také dětský a mládežnický pěvecký soubor Mała Rokiczanka, který vydal CD Muzyczne przygody.
Rokiczanka je do značné míry rodinnou kapelou (manželé Wasakovi a Mazurkovi). Na albu W moim ogródecku je navíc coververze písně PZLPiT „Mazowsze“ s názvem To i hola, kterou zpívá Agnieszka Szczepanik. Hlavní zpěvačkou skupiny je Paulina Wasak, která zpívá sólové části v písních W moim ogródecku, Wyszłabym za dziada a Siwy gołąbeczek a společně s Katarzynou Sternik zpívá v písni Lipka. Zpívá také ve sboru písně Oj zagraj mi muzyko. Píseň Siwy gołąbeczek na rozdíl od ostatních zpívá pouze Paulina Wasak. V srpnu 2016 udělil ministr kultury a národního dědictví skupině čestný odznak „Zasłużony dla Kultury Polskiej“. Na albu Oj zagraj mi muzyko se objevila další coververze písně PZLPiT „Mazowsze“ s názvem Wyszłabym za dziada. Píseň Rozmaryn zasiałam zpívá pouze Katarzyna Sternik. Na koncertech soubor také hraje horáckou píseň Gronicek z Żywieckich Beskyd. Zpívá ji Agnieszka Szych.

## Členové

### Zpěváci
- Elżbieta Grzywacz
- Agata Kowalak
- Anna Mazurek
- Elżbieta Mazurek
- Katarzyna Sternik
- Ewa Muzyk
- Agnieszka Szczepanik
- Małgorzata Wasak
- Paulina Wasak
- Teresa Wronisz
- Kamil Kuszplak
- Mikołaj Wasak
- Daniel Mazurek
- Maciej Gamoń
- Michał Koter
- Wojciech Leziak
- Paweł Jędrejek
- Agnieszka Szych
- Ewelina Ładziak

### Hudebníci
- Ireneusz Bachonko (akordeon, umělecký ředitel)
- Łukasz Bogusz (akordeon)
- Paweł Gawroński (akordeon)
- Maksymilian Wosk (housle)
- Anna Jodłowska-Resiak (housle)
- Sławomir Mazurek (buben, bicí nástroje)
- Krzysztof Pachla (klarinet)
- Damian Szymczak (klarinet)
- Franciszek Kmita (klarinet)
- Sebastian Fit (kontrabas)
- Stanisław Błach (kontrabas)

## Diskografie
- W moim ogródecku – Rokiczanka, LP, 2011
- Muzyczne przygody – Mała Rokiczanka, LP, 2014
- Oj, zagraj mi muzyko! – Rokiczanka, LP, 2016
- Hej kolęda! – Rokiczanka, LP, 2018 (vánoční album)